# Brexpiprazol
Brexpiprazol ist ein Wirkstoff aus der Gruppe der Antipsychotika und wird in der Behandlung der Schizophrenie eingesetzt.

## Entwicklung und Vermarktung
Brexpiprazol ist seit Juli 2018 in der Europäischen Union als Rxulti (Zulassungsinhaber: Otsuka Pharmaceutical Netherlands) und in der Schweiz (Handelsname Rexulti, Zulassungsinhaberin: Lundbeck) zur oralen Behandlung der Schizophrenie bei Erwachsenen zugelassen, seit Januar 2019 ist Rexulti in der Schweiz auf dem Markt.
In den USA besteht die Zulassung seit 2015, neben der Behandlung der Schizophrenie ist das Präparat dort auch zur adjuvanten Therapie der majoren depressiven Störung (MDD) angezeigt (Rexulti, Otsuka Pharmaceutical Co.).

## Pharmakologische Eigenschaften
Brexpiprazol wirkt als atypisches Neuroleptikum. Die Substanz fungiert als Dopamin-D2-Rezeptor-Partialagonist sowie Modulator an den Serotonin-Rezeptoren 5-HT1A und 5-HT2A und Antagonist an α1B- sowie α2C-Adrenozeptoren. Die intrinsische Aktivität von Brexpiprazol am Dopamin-D2-Rezeptor liegt zwischen jener von Aripiprazol und einem vollen Antagonisten. Brexpiprazol ist jedoch weder ein Isomer noch ein Metabolit einer anderen Substanz. Die im Vergleich zu Aripiprazol geringere intrinsische Aktivität am Dopamin-D2-Rezeptor sowie die höheren Bindungsaffinitäten an den 5-HT1A- und 5-HT2A-Rezeptoren lassen ein vorteilhaftes antipsychotisches Profil vermuten, ohne die mit vollem D2-Rezeptor-Antagonismus verbundenen unerwünschten Wirkungen zu provozieren.

## Chemisch-physikalische Eigenschaften
Von der Verbindung sind drei verschiedene Kristallstrukturen und ein Dihydrat bekannt.

## Handelspräparate
Rxulti (EU), Rexulti (CH, USA, CA)